# اوباسوته

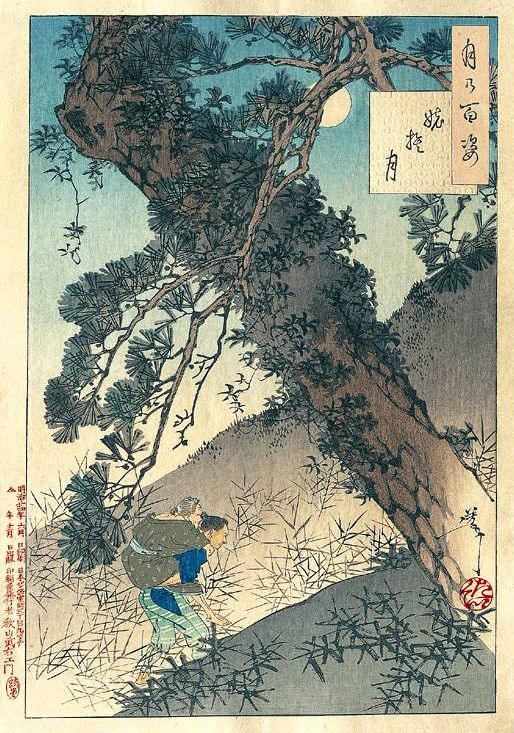
Ubasute no tsuki (ماه اوباسوته) توسط یوشی‌توشی

اوباسوته (姥捨て? به‌طور تحت‌اللفظی یعنی «رهاسازی یک پیرزن») به عملی گفته می‌شود که در گذشته‌های دور در ژاپن انجام می‌شده‌است و در آن بیمار یا سالمند توسط بستگانش به کوه یا جاهای دوردست دیگر برده می‌شدند تا در اثر گرمازدگی، گرسنگی یا هیپوترمی یا به‌عنوان شکلی از اتانازی بمیرند. گفته می‌شود که اوباسوته در زمان خشکسالی و قحطی رایج بوده‌است و گاهی توسط مقامات فئودال اجباری می‌شده‌است. بر طبق دانشنامهٔ مصور ژاپن کودانشا، اوباسوته «موضوعی مرتبط با افسانه است و به نظر نمی‌رسد که رسم رایجی بوده باشد». با توجه به فرهنگ عامهٔ ژاپن جنگل آئوکیگاهارا در کوهپایهٔ کوه فوجی زمانی یکی از این مکان‌ها بوده‌است و شهرت آن به عنوان مکانی برای خودکشی از اینجا سرچشمه گرفته‌است. 

## در فرهنگ عامه
اوباسوته در فرهنگ عامهٔ ژاپن اثرات زیادی از خود به‌جا گذاشته‌است که پایه و اساس بسیاری از افسانه‌ها و اشعار و کوانها شده‌است. در یک تمثیل بودایی، پسری مادر خود را بر پشت خود به کوهی می‌برد و مادر او در طول سفر برگ و شاخه‌های درختان را می‌کَند و بر زمین می‌ریزد تا پسرش بتواند راه برگشت به خانه را بیابد.
شعری بر مبنای این داستان:
در اعماق
کوهستان
کیست به‌جز مادر پیر
که شاخه‌ای پس از شاخهٔ دیگر را چنگ می‌زند
نه برای خود
که به خاطر پسرش